# Svinninge Sogn
 Ikke at forveksle med Svindinge Sogn.
Svinninge Sogn var et sogn i Holbæk Provsti (Roskilde Stift). Sognet blev 1. oktober 2012 lagt sammen med Hjembæk Sogn til Hjembæk-Svinninge Sogn.
I 1800-tallet var Svinninge Sogn anneks til Hjembæk Sogn. Begge sogne hørte til Tuse Herred i Holbæk Amt. Hjembæk-Svinninge sognekommune blev ved kommunalreformen i 1970 indlemmet i Svinninge Kommune, der ved strukturreformen i 2007 indgik i Holbæk Kommune.
I Svinninge Sogn lå Svinninge Kirke.
I sognet findes følgende autoriserede stednavne:
- Arnakkegård (landbrugsejendom)
- Gudmandstrup (bebyggelse, ejerlav)
- Maglebjerg (bebyggelse)
- Nordgårde (bebyggelse)
- Skelbæk (bebyggelse)
- Svinninge (bebyggelse, ejerlav)
- Svinningegård (landbrugsejendom)
- Æblemade (bebyggelse)